# Campeonato Europeo de Triatlón de 1986
El II Campeonato Europeo de Triatlón se celebró en Milton Keynes (Reino Unido) el 22 de junio de 1986 bajo la organización de la Unión Europea de Triatlón (ETU) y la Federación Británica de Triatlón.

## Resultados
| Evento    | Oro                                   | Plata                               | Bronce                          |
| --------- | ------------------------------------- | ----------------------------------- | ------------------------------- |
| Masculino | Robert Barel · Países Bajos · 1:59:50 | Jürgen Zäck RFA 2:00:10             | Jörg Hoffmann RFA 2:00:40       |
| Femenino  | Lieve Paulus · Bélgica · 2:17:10      | Sarah Springman Reino Unido 2:18:40 | Sarah Coope Reino Unido 2:21:50 |

## Medallero
| Núm. | País         | Oro | Plata | Bronce | Total |
| ---- | ------------ | --- | ----- | ------ | ----- |
| 1    | Bélgica      | 1   | 0     | 0      | 1     |
| 1    | Países Bajos | 1   | 0     | 0      | 1     |
| 3    | RFA          | 0   | 1     | 1      | 2     |
| 3    | Reino Unido  | 0   | 1     | 1      | 2     |
|      | TOTAL        | 2   | 2     | 2      | 6     |